# Friede zu Habenhausen
Der Friede zu Habenhausen (auch: Habenhauser Friede oder Friede von Habenhausen) von 1666 ist der historische Friedensschluss zwischen dem Königreich Schweden und der Freien Hansestadt Bremen. Er beendete den Zweiten Bremisch-Schwedischen Krieg.

## Vorgeschichte
Im Dreißigjährigen Krieg und in mehreren Kriegen gegen Dänemark-Norwegen expandierte das Königreich Schweden stark. Es gewann in Skandinavien und in Teilen Norddeutschlands größere Gebiete hinzu. Im Frieden von Brömsebro hatte es von Dänemark das Bistum Bremen erworben – ein Anspruch, der durch den Westfälischen Frieden 1648 bestätigt wurde. Im Jahre 1658 erreichte Schweden mit dem Frieden von Roskilde den Höhepunkt seiner territorialen Ausdehnung.
Auf der anderen Seite hatte die Stadt Bremen erst mit dem am 1. Juni 1646 ausgestellten Linzer Diplom eine urkundliche Bestätigung des Status einer Freien Reichsstadt und damit der Unabhängigkeit vom Bistum erhalten. Diese Urkunde wurde von schwedischer Seite nicht anerkannt.

## Der Zweite Bremisch-Schwedische Krieg

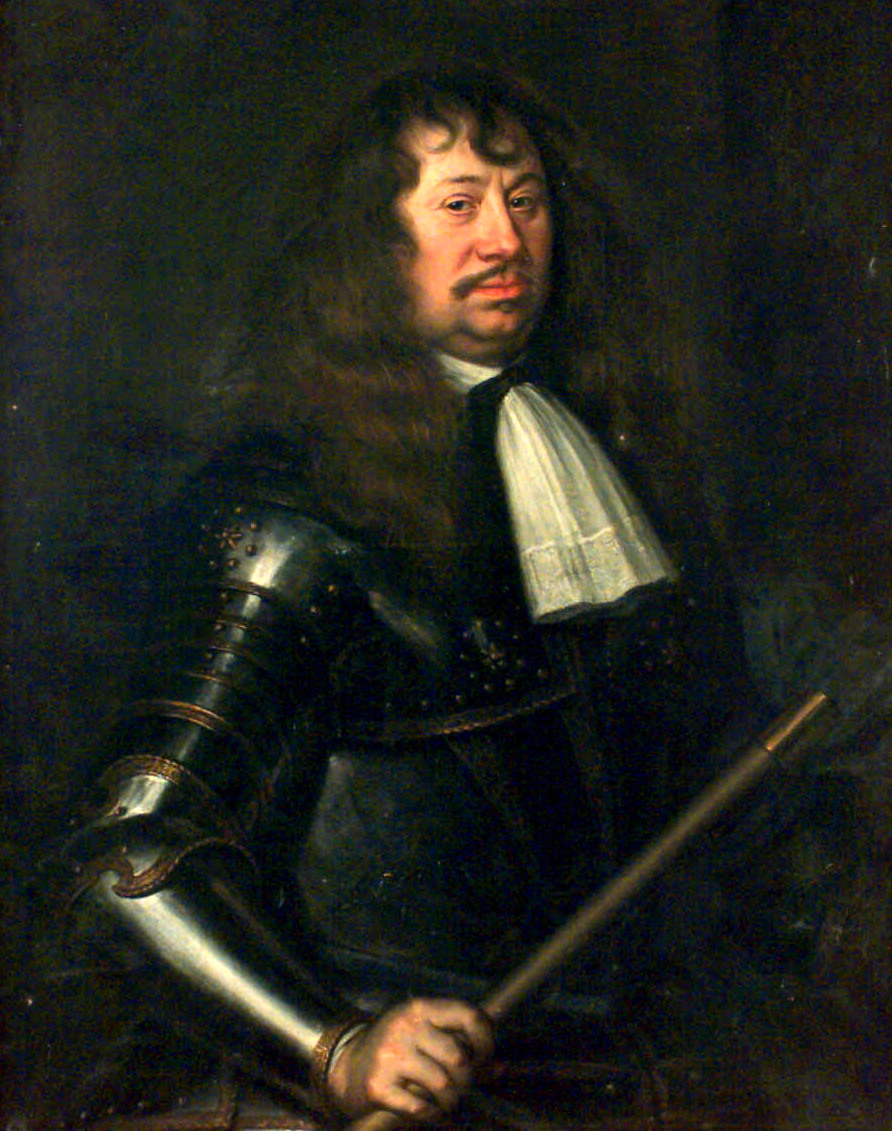
Carl Gustaf Wrangel (1613–1676)

1666 erreichte die 10.000 Mann starke Armee unter Führung des Feldmarschalls Carl Gustav Wrangel Bremen. Auch diese Stadt, welche strategisch günstig an Handelsstraßen lag, sollte für die schwedische Krone (dem zu dieser Zeit machthabenden Monarchen Karl XI.) eingenommen werden. Zunächst versuchte es Wrangel – wie schon in den Jahren zuvor – mit Verhandlungen. Doch diese Gespräche scheiterten wie alle vorherigen ebenfalls.
Im Sommer kam es im Stadtgebiet zum ersten Mal zu kleineren Kampfhandlungen. Daraufhin zogen sich die Angreifer zurück und begannen die Stadt zu belagern. Wrangels Hauptquartier lag nun in einem stattlichen Bauernhaus (später als „Schwedenscheune“ bezeichnet) in Habenhausen, einem kleinen Dorf südöstlich der Stadtgrenze.
Die etwa 6000 Verteidiger waren gut gerüstet, und auch die Schutzanlagen waren erst zwei Jahre zuvor ausgebessert worden und zählten nun zu den modernsten in Europa. Bremen hatte zudem starke Verbündete – wie etwa Dänemark, Brandenburg-Preußen, Herzogtum Braunschweig-Lüneburg und Landgrafschaft Hessen-Kassel, denen die schwedische Machtentfaltung missfiel – und die deshalb weitere 6.000 Soldaten als Verstärkung schickten.

## Der Friedensvertrag
Von der plötzlichen Übermacht überrascht und auch nicht auf einen längeren Kampf vorbereitet, musste Wrangel die Belagerung schließlich aufgeben. Am 15. November 1666 schlossen Bremen und Schweden in Wrangels Hauptquartier den Frieden von Habenhausen. Der Kompromiss sah vor, dass Bremen bis zum Ende des 17. Jahrhunderts auf die Reichsunmittelbarkeit verzichtete und bis dahin nach Ende des noch laufenden, 1663 begonnenen Reichstags in Regensburg, nicht an Reichstagen teilnehmen konnte. Faktisch hatte das für die Stadt freilich keine Bedeutung, sie blieb auch in Regensburg vertreten, da sich der dortige Reichstag zum Immerwährenden Reichstag in Form eines ständigen Gesandtenkongresses entwickelte. Der Friedensschluss bedeutete einen herben Dämpfer für die schwedische Militärpolitik und wurde gemeinhin als ein Sieg Bremens verstanden.
Am 8. Juli 1667 huldigte die Stadt Bremen der schwedischen Krone. Bei der anschließenden Festwoche vom 9. bis zum 13. Juli 1667 wurde Wrangel in Bremen für sein diplomatisches Geschick und seine „weise Voraussicht“ geehrt und ausgezeichnet.
1668 organisierte Oberstleutnant Johann Georg von Bendeleben für Bremen das Große Feuerwerk zur Erinnerung an den Frieden zu Habenhausen am Werder nahe zur Weser und zum Stadtgraben bei der Bremer Neustadt.

## Schwedenscheune

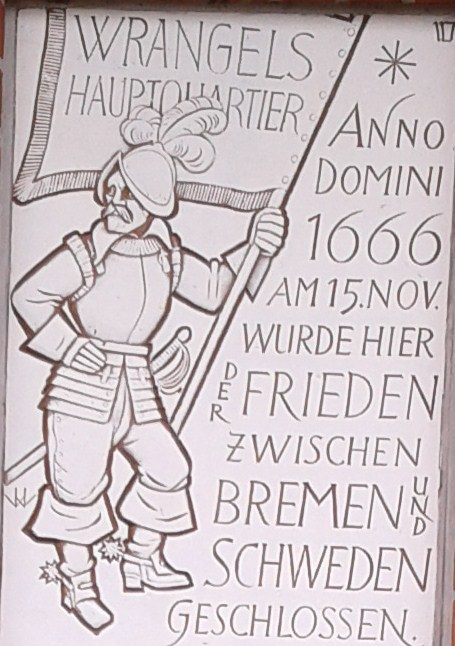
Gedenktafel an einem Wohnhaus, das an der Stelle der ehemaligen Habenhauser Schwedenscheune steht.

Die sogenannte Schwedenscheune stand als Haus Nummer 15 in der heutigen Schwedenstraße, welche im Gedenken an das Geschehen diesen Namen trägt. Das Bauwerk überstand die Zeit bis zum Ersten Weltkrieg nahezu unbeschadet. Nach einem Blitzschlag musste die Schwedenscheune schließlich im Jahre 1938 wegen Baufälligkeit abgerissen werden. Heute befindet sich ein Gedenkstein auf einem benachbarten Grundstück.